# Synagoga w Starym Sączu
Synagoga w Starym Sączu – synagoga znajdująca się w Starym Sączu przy ulicy Stanisława Staszica 10.
Synagoga została zbudowana w 1906 roku, zaraz po rozebraniu starej synagogi, według projektu architekta Józefa Kostańskiego. Podczas II wojny światowej hitlerowcy zdewastowali synagogę. Po zakończeniu wojny została przystosowana do potrzeb biura oraz warsztatów. Obecnie trwają prace przygotowawcze mające na celu adaptację synagogi na cele kulturalne.
Murowany budynek synagogi wzniesiono na planie kwadratu. W północnej części znajdował się szeroki przedsionek, nad którym na piętrze znajdował się babiniec.
- Synagoga jest obiektem, który stanowi wartość zabytkową. Została ona wpisana do krajowego rejestru zabytków nieruchomych pod numerem A-717 w dniu 20 grudnia 1993 roku.